# Октябрь (Кара-Кульджинский район)
Октябрь (кирг. Октябрь) — село в Кара-Кульджинском районе Ошской области Кыргызстана. Входит в состав Кашка-Жолского айылного аймака.

## География
Село расположено в северной части области, на правом берегу реки Карадарьи, на расстоянии приблизительно 11 километров (по прямой) к северо-западу от села Кара-Кульджа, административного центра района. Абсолютная высота — 1219 метров над уровнем моря.

## Население
Согласно оценочным данным Национального статистического комитета Кыргызской Республики, численность населения села на начало 2023 года составляла 2548 человек.
| год     | 2009 | 2014 | 2015 | 2020 | 2021 | 2023 |
| ------- | ---- | ---- | ---- | ---- | ---- | ---- |
| человек | 2416 | 2501 | 2532 | 2653 | 2690 | 2548 |